# 京信通信
京信通信系統控股有限公司（港交所：2342）是中國的一家主要開發生產通訊設備的公司，總部位於廣州，於1997年成立。2003年3月，京信通信在在香港交易所上市。創辦人霍東齡，总裁徐慧俊。
公司主要产品由三大部分构成：天馈系统（天线及子系统）、网络设备（4G及5G小基站）和网络服务（勘测、设计、施工、优化）。客户包括中国内地三大运营商、中国铁塔、政企专网客户，以及海外运营商与设备商。根据EJL Wireless Research发布的市场调查报告，京信通信在全球无线基站BTS天线的出货量排名中位居第二，仅次于华为。
2010年3月8日，京信通信被納入恒生綜合指數成份股。

## 历史
1997年，成立京信通信系统（广州）有限公司。
2005年，在美国硅谷设立研究所。
2006年，进驻广州科学城总部研发基地。
2008年，实施京津高铁无线覆盖工程，承接鸟巢、水立方等20多个奥运场馆的通信建设工程。
2010年，完成上海世博园无线覆盖工程，完成亚运开闭幕式主会场海心沙覆盖工程。
2012年，完成广深港高铁多系统覆盖项目、索契冬季运动会场馆无线覆盖项目和巴西世界杯场馆2G/3G/4G/Wi-Fi覆盖项目。推出小基站覆盖系统。
2016年，为2016里约奥运会足球场馆提供无线网络覆盖。订立合营企业协议，进军老挝无线电信网络市场。
2017年，承担新加坡樟宜机场、阿根廷埃塞萨国际机场、布宜诺斯艾利斯机场覆盖项目、台湾高铁LTE网络升级项目，加入中国移动5G联合创新中心。

## 外部連結
- 京信通信系統控股有限公司 （页面存档备份，存于）